# Вја Канине (Изернија)
Вја Канине је насеље у Италији у округу Изернија, региону Молизе.
Према процени из 2011. у насељу је живело 21 становника. Насеље се налази на надморској висини од 479 м.